# E-unir

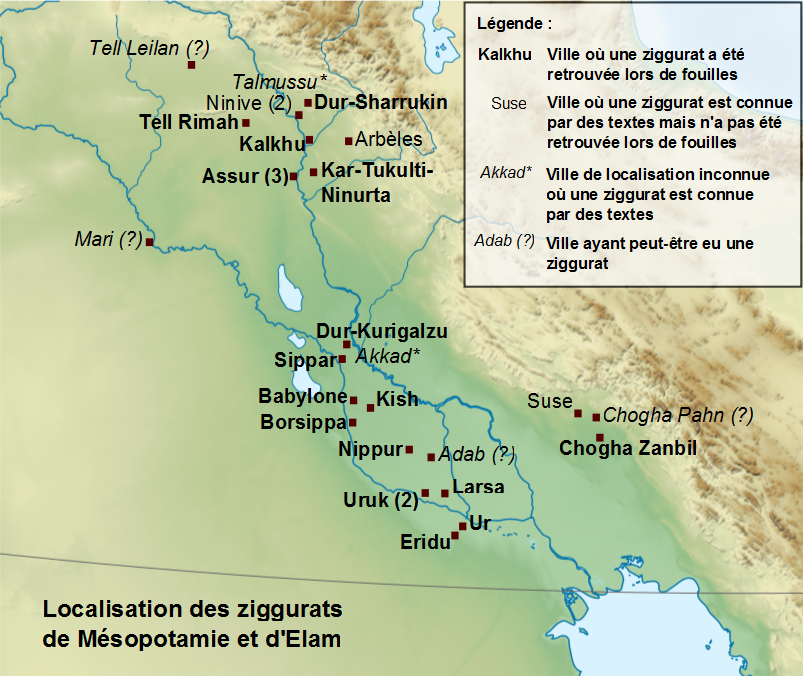
Mapa Mezopotamii i Elamu z zaznaczoną lokalizacją znanych zigguratów.

E-unir (sum. é.u6.nir, tłum. „Dom - wieża świątynna”) – ceremonialna nazwa ziguratu boga Ea w mieście Eridu.